# 地溝湖

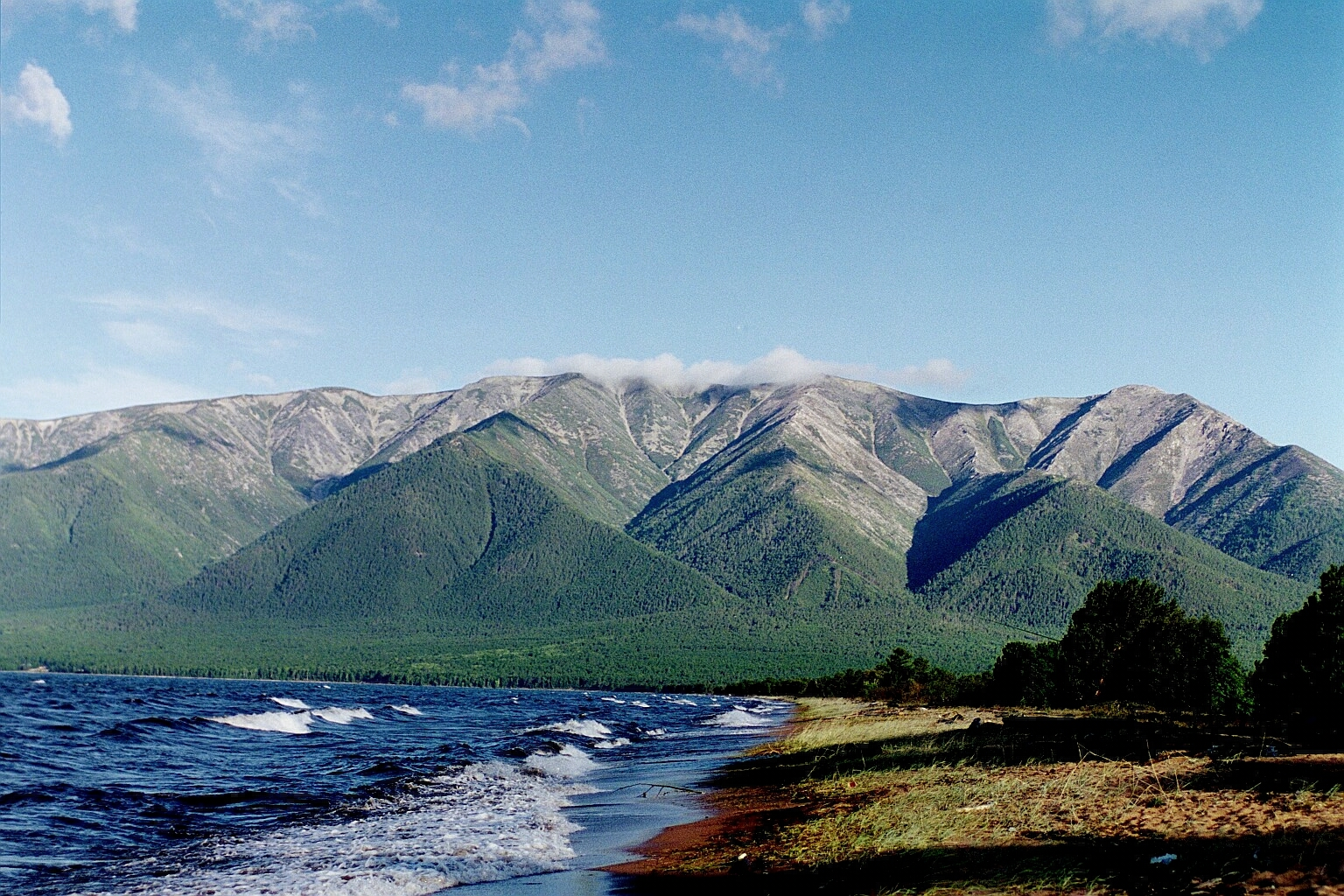
バイカル湖のスヴャトイ・ノス半島の南東側にある断層（活断層は切断山脈として現れている）

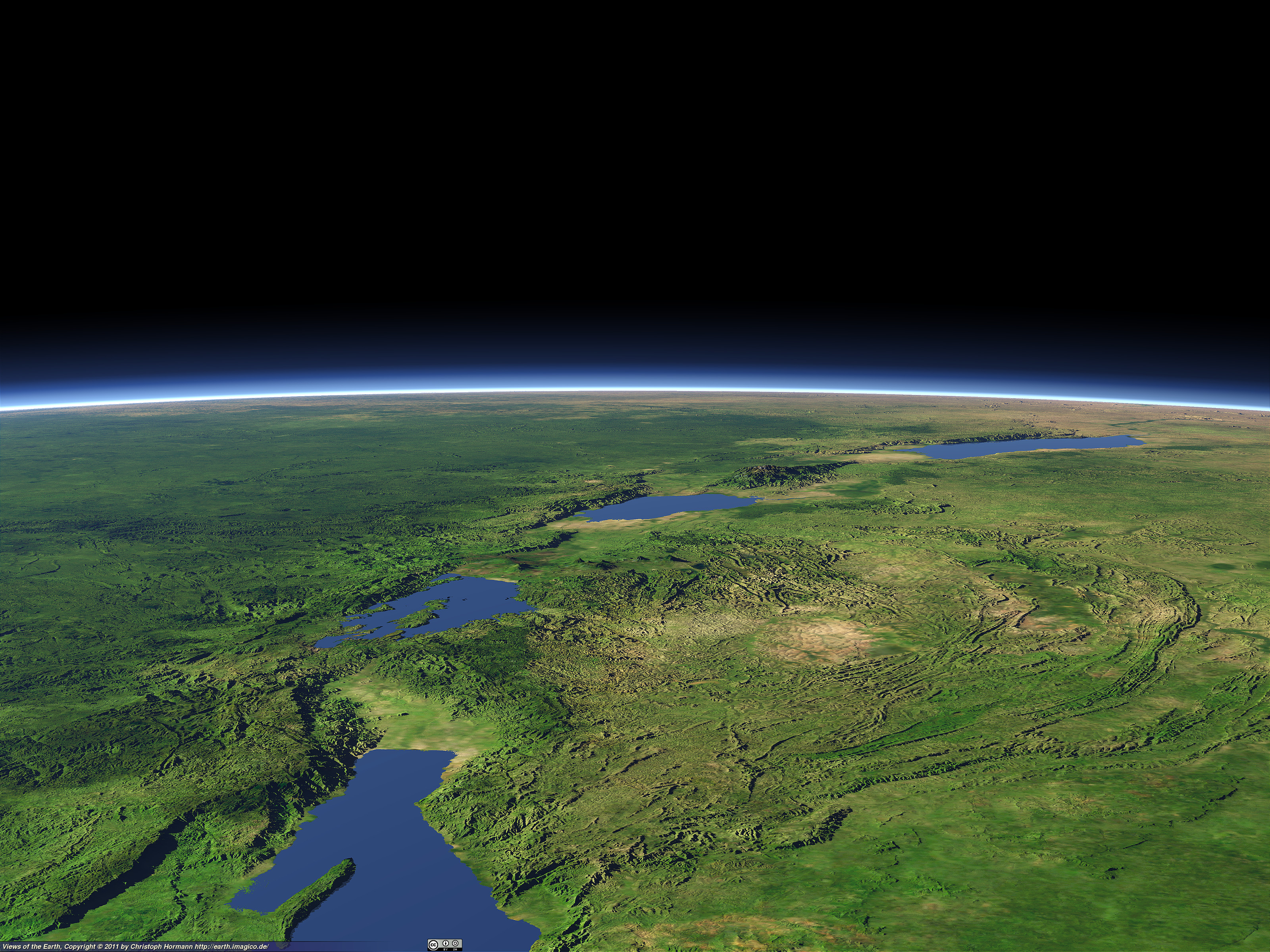
アルベルティーヌ地溝の4つの地溝湖を示すレンダリング画像

地溝湖（ちこうこ、英語: rift lake）または断層湖（だんそうこ）とは、大陸地殻の延長線上にあるリフト帯（地溝帯）内の断層の動きに伴う沈下によって形成された湖である。
地溝湖は、地溝帯の谷間にあることが多く、非常に深い場合もある。地溝湖は、断層の縁に沿って急峻な大きい崖に囲まれていることがある。

## 例
- シベリアのバイカル湖
- ハンガリーのバラトン湖
- イスラエル・パレスチナ・ヨルダン国境に位置する死海（プルアパート堆積盆に沿って形成された、死海トランスフォーム。）
- カザフスタンとの国境、ジュンガル門にある、中国のエビ湖
- 南カリフォルニアのエルシノアトラフにあるエルシノア湖
- トルコのハザル湖
- アイダホ州の鮮新世の地溝湖、アイダホ湖
- モンゴル北部のフブスグル湖
- フランスの古第三紀の地溝湖、リマーニュ
- ニューアーク盆地に形成された三畳紀の地溝湖である、ロッカトン湖[1]
- 東アフリカ大地溝帯の一部であるマラウイ湖
- スコットランド北部のオルカディアン盆地には、デボン紀中期に形成された地溝湖があった[2]
- アフリカ東部のリフトバレー湖
- 南カリフォルニアのソルトン湖
- アルベルティーヌ溝帯の一部であるタンガニーカ湖
- 南極のボストーク湖は、地溝の中でで形成された可能性がある[3]
- アイスランドのシンクヴァトラヴァトン湖